# Diseases Database
A betegségek adatbázisa egy ingyenes honlap, amely tájékoztatást nyújt a beteg állapota, tünetek és gyógyszerek közti összefüggésekről. Az adatbázist egy kis londoni cég, a Medical Object Oriented Software Enterprises Ltd működteti.
Az oldal kinyilvánított célja az "oktatás, háttérinformáció szolgáltatása és az általános érdeklődés kiszolgálása", az oldal célközönsége orvosok, egyéb klinikai egészségügyi dolgozók és az egészségügyi szakmát tanuló diákok.
A honlapot Malcolm H Duncan angol orvos működteti. Az adatbázis kb. 8 000 témát tartalmaz.